# محزم بطني
مِحْزَم الحوض هو أداة تُستخدم لضغط الحوض عند الأشخاص المصابين بكسر في الحوض في محاولة لوقف النزيف.

## الاستخدامات
يستخدم محزم الحوض للسيطرة على النزيف عند اشتباه الأطباء أو المسعفين حدوث كسر في الحوض. يوصى باستخدام محزم الحوض تحديدًا في أحد أنواع الكسور المعروفة باسم كسور الكتاب المفتوح. قد لا يُفيد محزم الحوض في كسور الحوض الانضغاطية الجانبية.
يمكن أن يقوم المسعفون بوضع حزام الحوض قبل وصول المريض إلى المستشفى، أو بواسطة الأطباء والممرضات عند رؤية المريض في قسم الطوارئ. كما يجب استخدامه على المدى القصير فقط.

## المضاعفات
يمكن أن تشمل مضاعفات جهاز ربط الحوض تقرح الجلد إذا تم استخدامه لفترة طويلة. تُقدّر نسبة التطبيق الخاطئ لأربطة الحوض بحوالي 50٪.

## التطبيق
يوضع محزم الحوض فوق عظام الفخذ العليا، وتحديداً المدور الأكبر. هذا المكان تحديدًا هو الأفضل لتقليل ضعف ارتفاق العانة. يمكن استخدام التصوير المقطعي المحوسب (CT) للتأكد من دقة تموضع محزم الحوض. يمكن استخدام ملاءة السرير كجزء من محزم الحوض.
يضغط محزم الحوض على كافة ما تحتويه منطقة الحوض. يساعد الضغط العالي على تجلط الدماء المتجمعة في قعر الحوض، وبالتالي يوقف النزيف. كما أنه يعمل على تثبيت عظام الحوض.